# Oeneis beanii
Oeneis beanii är en fjärilsart som beskrevs av Henry John Elwes 1893. Oeneis beanii ingår i släktet Oeneis och familjen praktfjärilar. Inga underarter finns listade i Catalogue of Life.